# René Sansen
Renatus Cornelis (René) Sansen (Poperinge, 10 maart 1858 – Kontich, 10 juli 1918) was een Belgisch arts en politicus voor de Katholieke Partij.

## Levensloop
Hij volgde Leopold Feremans na diens overlijden op als burgemeester van Kontich, een mandaat dat hij uitoefende tot aan zijn dood in 1918. Hij werd opgevolgd door Karel Schroyens.
Onder het bestuur van Sansen werd het huidige kerkhof aan de Duffelsesteenweg aangekocht, alsook het gemeentepark aangelegd met een waterspuitende krokodil als fontein. Schepenen onder zijn bewind waren onder andere Frans Van Roy en Edward De Meulder (van brouwerij De Sleutel). Ondanks een kartel van liberalen (LP) en socialisten (BWP) won de Katholieke Partij onder zijn leiding de gemeenteraadsverkiezingen van 15 oktober 1911 met een meerderheid van ruim 500 stemmen. De gemeente telde op dat moment iets meer dan 6000 inwoners.
Hij werd vereeuwigd op een schilderij van Jan Baptist Huysmans als hertog van Bourgondië in 1905/'06. Het schilderij beeldt 'het samenvoegen' van de heerlijkheden 'Kontich-Rijen' en 'Kontich-Mechelen' onder het bewind van Karel de Stoute uit. Het werk kwam tot stand tijdens de verfraaiing van het gemeentehuis ter ere van het 75-jarige bestaan van België onder burgemeester Leopold Feremans. Sansen was toen schepen.